# Enrica von Handel-Mazzetti
Enrica von Handel-Mazzetti (Vienna, 10 gennaio 1871 – Linz, 8 aprile 1955) è stata una scrittrice e poetessa austriaca.

## Biografia
Nacque a Vienna nel 1871, quattro mesi dopo la morte del padre, il barone Heinrich Hypolith of Handel-Mazzetti; suo cugino era il botanico Heinrich von Handel-Mazzetti. Dopo essere rimasta orfana anche di madre andò a vivere dallo zio, il barone Anton von Handel-Mazzetti a Steyr nel 1901; dieci anni dopo i due si sarebbero trasferiti a Linz, dove la scrittrice trascorse il resto della sua vita.
Nonostante le vicissitudini familiari, ricevette un'ottima educazione e studiò storia e le lingue. Di fede cattolica, scrisse numerosi romanzi storici ambientati durante le guerre interconfessionali nella natia Austria e in particolare alle lotte contro il protestantesimo. Convinta nazista, nel 1933 si dimise dal PEN Club quando venticinque membri protestarono contro i Bücherverbrennungen e nello stesso anno fu ammessa alla Deutsche Dichterakademie; nella lettera di ringraziamento espresse il suo sostegno per gli ideali politici nazisti. Successivamente si unì alla Reichsschrifttumskammer, anche se il Reichsministerium für Volksaufklärung und Propaganda fu ambivalente nei suoi confronti e, in particolare, nei confronti della sua poesia. Nel 1936 fu candidata al Premio Nobel per la letteratura.
Morì nel 1955 a Linz, città in cui aveva vissuto per oltre quarant'anni, se non per un breve periodo durante i bombardamenti alleati nella seconda guerra mondiale, quando si era rifugiata in un convento di terziarie francescane elisabettine.